# Niña

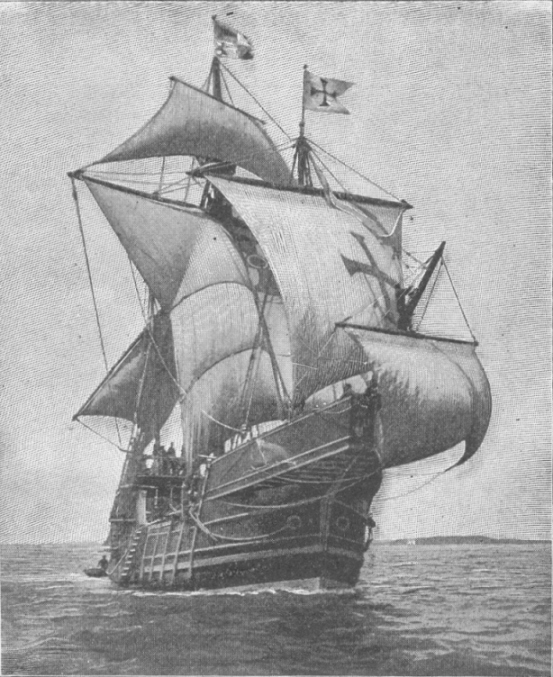
Szkic przedstawiający karawelę Niña

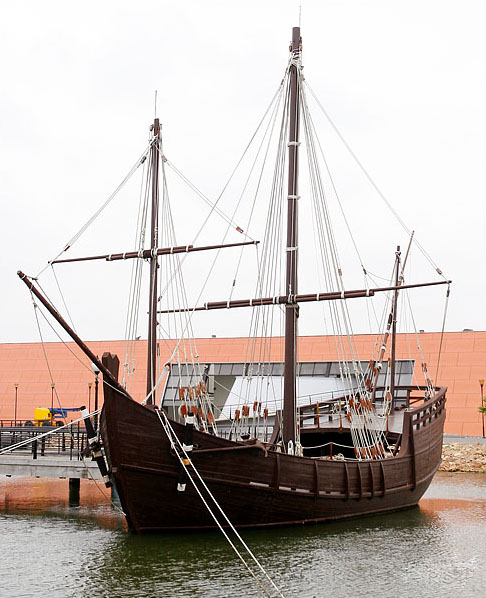
Replika statku Niña

Niña (z hiszp. „dziewczyna”) – jeden z trzech statków biorących udział w pierwszej wyprawie Krzysztofa Kolumba w poszukiwaniu nowej drogi do Indii w 1492 roku. Prawdziwa nazwa statku to „Santa Clara”. Imię „Niña” było przypuszczalnie nawiązaniem do nazwiska właściciela - Juana Niño. Okręt był karawelą i początkowo posiadał trzy maszty z żaglami łacińskimi, jednak na Azorach zastąpiono je ożaglowaniem rejowym, które lepiej nadawało się na podróż oceaniczną.

## Historia
Podczas pierwszej wyprawy Kolumba załogę „Niñi” stanowiło 24 marynarzy, a kapitanem był Vicente Yáñez Pinzón. 3 sierpnia 1492 roku „Niña” wypłynęła z Palos de la Frontera, a 12 października dotarła do wysp Bahama. Po rozbiciu się „Santa Maríi” „Niña” została okrętem flagowym i 15 marca powróciła z „Pintą” do Palos de la Frontera.
„Niña” uczestniczyła w drugiej wyprawie na zachód do Hispanioli, w której brała udział flota 17 statków. Była okrętem flagowym podczas eksploracji Kuby. Jako jedyny statek ocalała z huraganu w 1495 roku i 1496 powróciła do Hiszpanii.
Po powrocie „Niña” została wynajęta do podróży do Rzymu. Podczas wypływania z Cagliari została zdobyta przez korsarzy, a kapitanowi Alonso Medelowi i kilku członkom załogi udało się uciec. Korsarze zabrali „Niñę” do Puli na Sardynii. Medel porwał łódź, odnalazł „Niñę”, odebrał ją korsarzom i powrócił do Kadyksu.
W 1498 roku „Niña” powróciła na Hispaniolę w trzeciej wyprawie Kolumba. W 1500 roku dopłynęła do Santo Domingo. Ostatnią wzmianką o „Niñi” w dziennikach jest to, że rok później wypłynęła w podróż do Perłowego Wybrzeża.
Podczas wypraw Kolumba „Niña” przepłynęła co najmniej 25 000 mil morskich (46 000 km).